# Court-bouillon

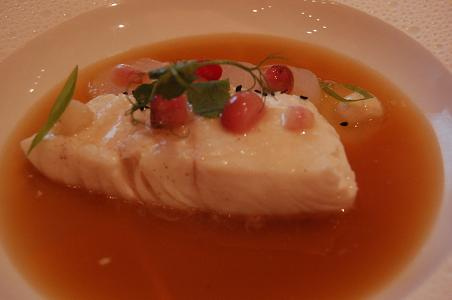
Linguado escaldado em court bouillon

Court-bouillon ou "courtbouillon", ou ainda “coubillon” é um estufado de peixe ou mariscos típico da culinária cajun. Na culinária de França, o court-bouillon é um caldo feito com vegetais e condimentos, a que se adiciona vinho ou vinagre, para depois cozinhar peixe ou mariscos.
Numa receita francesa de “poisson au court-bouillon”, fervem-se em água e vinho, em fogo brando, cenouras e chalotas cortadas finas, pedaços de troncos de aipo e um bouquet garni (tomilho, louro e salsa); quando as verduras estão cozidas, coloca-se o peixe (podem ser filetes de peixe congelado) e deixa-se ferver em fogo muito brando, apenas até o peixe ganhar o sabor. O peixe pode depois ser utilizado noutra preparação (como um “gratin”) e o caldo pode ser passado para ser usado para fazer um molho ou uma sopa, passando a chamar-se “fumet de poisson” (que normalmente é feito de maneira semelhante, mas aproveitando cabeças e espinhas de peixe).
Na culinária cajun, o courtbouillon tem uma preparação algo diferente. Numa receita de courtbouillon de peixe-gato (esta espécie é muito popular no sul dos Estados Unidos, sendo produzida em grandes quantidades em instalações de aquacultura), começa por se temperar o peixe (em postas ou filetes) com sal, pimenta-malagueta, pimenta preta e alho e deixa-se na geleira. Prepara-se um roux, tira-se do lume, junta-se cebola e aipo, mistura-se bem e volta a aquecer em lume médio até os vegetais estarem bem refogados; junta-se tomate, louro, açúcar e água (se necessário) e mexe-se até todos os ingredientes estarem ligados; junta-se o peixe e deixa-se cozer em lume brando, sem deixar que se desfaça; finalmente, acrescenta-se salsa e cebolinho picados e deixa-se repousar. Serve-se em tigelas ou pratos de sopa com arroz branco.